# Starpower
„Starpower“ byl první a jediný singl americké rockové skupiny Sonic Youth k albu EVOL. Byl vydán v červenci 1986 vydavatelstvím SST Records.

## Seznam skladeb
1. "Starpower" (edit) – 2:50
2. "Bubblegum" (Kim Fowley) – 2:45
3. "Expressway to yr Skull" – 4:30